# Менгден, Владимир Михайлович
Барон Влади́мир Миха́йлович Менгден (31 июля 1825 — 17 ноября 1910) — член Государственного совета, действительный тайный советник из обрусевшей православной ветви прибалтийского рода Менгденов. Был секретарём Марии Александровны, герцогини Саксен-Кобург-Готской.

## Биография
Был одним из потомков Ивана Алексеевича Мендена — третий сын генерал-майора барона Михаила Александровича Менгдена (1781—1855) и баронессы Амалии Георгиевны фон Фёлькерзам (1799—1864).
Окончив курс в Императорском училище правоведения, вступил в службу 1 мая 1845 года, в 7-й департамент Сената, а в ноябре перемещен в 6-й департамент. Оставил службу 29 марта 1851 года, а 16 января 1861 года занял должность члена тульской временной комиссии по крестьянским делам, переименованной затем в губернское по крестьянским делам присутствие.  В марте 1864 года был причислен к министерству внутренних дел с откомандированием для занятий в учредительный комитет в Царства Польского. В июле того же года назначен председателем варшавской комиссии по крестьянским делам, в том же году в сентябре назначен членом центральной комиссии по крестьянским делам. В качестве последнего много занимался устройством крестьян в Царстве Польском. В 1866 году причислен в Собственную Его Величества канцелярию по делам Царства Польского.
17 июля 1872 года назначен директором Санкт-Петербургского воспитательного дома, а в феврале 1875 года — председателем главной дирекции земского кредитного общества в Царстве Польском.
В 1876, 1879, 1882, 1884 и 1890 годах избирался почётным мировым судьёй Богородицкого уезда Тульской губернии; был гласным Богородицкого уездного земского собрания (1879, 1888).
С 1 апреля 1888 года — член Совета министра финансов, а с 1 января 1889 года — член департамента законов Государственного совета. С 1906 года состоял присутствующим членом Государственного совета, входил в группу правых. В январе 1896 года произведён в действительные тайные советники. Принимал деятельное участие в трудах Высочайше учрежденной комиссии для исследования железнодорожного дела в России.
Скончался в 1910 году. Похоронен на кладбище Александро-Невской лавры.
Современники оставили благоприятные отзывы о Менгдене. По словам Б. П. Мансурова, у Менгдена «был характер: честный, прямой и стойкий». Один из сыновей Льва Толстого высказал предположение, что Менгден послужил для его отца прототипом сановного Каренина: «Чёрствый, деспотичный Менгден исковеркал судьбы двух своих сыновей».

## Семья

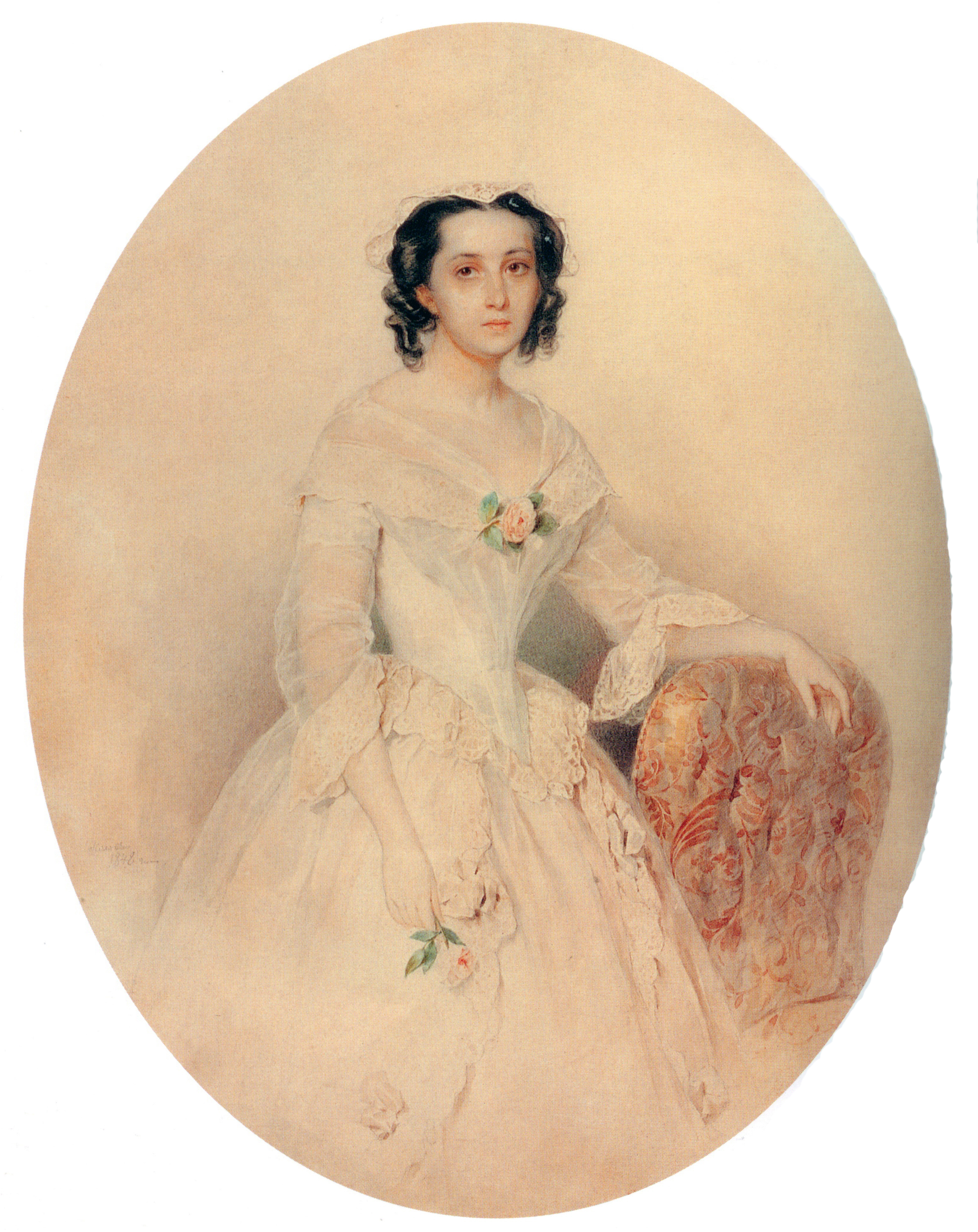
Елизавета Ивановна Менгден

С 24 августа 1848 года был женат на княгине Елизавете Ивановне Оболенской, урожденной Бибиковой (1821—1902), дочери Ивана Петровича Бибикова и фрейлины Софьи Гавриловны Бибиковой, внучке владельца усадьбы Гребнево. В первом браке была за князем Дмитрием Николаевичем Оболенским (1820—1844), убитым через год после свадьбы крепостным, их сын Д. Д. Оболенский. Известная красавица, переводчица, автор воспоминаний, напечатанных в «Русской Старине» в 1913 году. Елизавета Ивановна очень нравилась Л. Н. Толстому, который отзывался о ней как о замечательной женщине, и в течение всей своей жизни была близка с семьей писателя. После свадьбы с Менгденом прожила 12 лет безвыездно в деревне. В браке имела детей:
- Георгий Владимирович (1850—1882)
- Владимир Владимирович (1852—1884)
- Софья Владимировна (1855 — после 1917), мемуаристка, члена Женского патриотического общества, первый муж — юрист и писатель Николай Алексеевич Трахимовский (1838—1895), второй (с 1899) — Николай Валерианович Бельгард. Оставила яркие воспоминания: «Лучи прошлого» (Нива, 1903) и «Отрывки из воспоминаний» (Русская Старина, 1906) с включением родословной графов и баронов Менгден. Была членом-учредителем общества «Ясли», действительным членом Императорского женского патриотического общества.
- Ольга Владимировна (1859—1920), замужем за бароном Константином Платоновичем Фредериксом (1858—1910).

## Награды
- Орден Святой Анны 2-й ст. (1864)

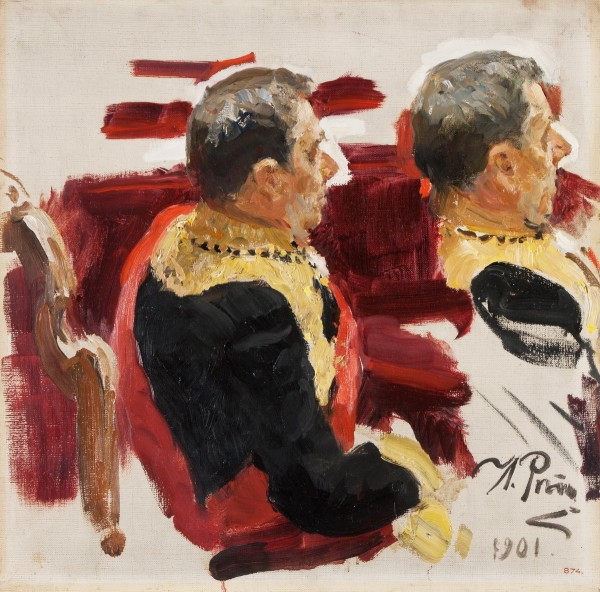
Портрет работы Ильи Репина, 1901 г.

- Орден Святого Станислава 1-й ст. (1874)
- Орден Святой Анны 1-й ст. (1881)
- Орден Святого Владимира 2-й ст. (1883)
- Орден Белого Орла (1885)
- Орден Святого Александра Невского (1892)
- бриллиантовые знаки к ордену Св. Александра Невского (1903)
- Орден Святого Владимира 1-й ст. (1906)

## Примечание
1. 1 2 3  Erik-Amburger-Datenbank (нем.)
2. ↑  Половцов А. А. Дневник. 1893—1909. — СПб.: Алетейя [и др.], 2014. — 702 с. — ISBN 978-5-91419-978-1. — С. 616.
3. ↑  Менгден, графский и баронский род // Энциклопедический словарь Брокгауза и Ефрона : в 86 т. (82 т. и 4 доп.). — СПб., 1890—1907.
4. ↑  Им был составлен: Исторический очерк С.-Петербургского воспитательного дома, читанный в сентябре 1872 года. в день празднования юбилея столетия его существования, директором этого заведения. — СПб., 1872.
5. ↑  Свирский В. Откуда вы, герои книг? (Очерки о прототипах). — М.: Книга, 1972. — С. 115.